# Claudio Sorrentino
Claudio Sorrentino (Roma, 18 luglio 1945 – Roma, 16 febbraio 2021) è stato un doppiatore, direttore del doppiaggio, attore, conduttore televisivo e conduttore radiofonico italiano.
Fu noto come doppiatore, in quanto voce italiana principale di Mel Gibson e John Travolta e fra le voci abituali di Bruce Willis. Attivo per molti anni a teatro, lavorò anche per la televisione, dove fu protagonista di romanzi sceneggiati, commedie, serial e si occupò di programmi di intrattenimento della TV per i ragazzi, passando per Blitz, trasmissione domenicale della seconda rete TV, in cui lavorò come responsabile delle esterne, e Tandem, contenitore dedicato ai giovani e alla famiglia del quale fu autore e uno dei conduttori.

## Biografia
Claudio Sorrentino nacque a Roma il 18 luglio 1945, secondogenito di Arduino e Anna Sorrentino. Aveva tre sorelle, tra cui la doppiatrice Liliana Sorrentino.

### Carriera artistica
Esordì intorno ai 5 anni di età al Grand Hotel di Roma cantando il brano O mese d'e rrose di Roberto Murolo. Avendo svolto una buona interpretazione, Sorrentino attirò l'attenzione di un giornalista e in seguito Lilly D'Eramo (moglie del regista Nanni D'Eramo) invitò la madre a portare Claudio e le sue sorelle alla scuola di recitazione e di teatro per bambini.
All'età di 6 anni interpretò "Zi' Dima" ne La giara di Luigi Pirandello e "Medoro" in Sik Sik di Eduardo De Filippo in diversi teatri di Roma. Dopo due anni di gavetta nella compagnia dei bambini-prodigio di Lilly D'Eramo, a 9 anni cominciò a recitare con la compagnia di Brignone-Santuccio; in seguito entrò nella Morelli-Stoppa, nella compagnia dei Giovani, in quella di Eduardo de Filippo e nella compagnia di Rossella Falk, che egli stesso contribuì a far nascere. Oltre a recitarvi, una volta adulto ne organizzò tutte le tournée all'estero, mantenendo o aprendo contatti con i più importanti teatri europei e mondiali.
Sorrentino partecipò in seguito come attore allo sceneggiato in quattro puntate Vita col padre e con la madre assieme a Paolo Stoppa, Rina Morelli e Corrado Pani.
Iniziò la sua carriera di doppiatore nel film L'ultima carovana di Delmer Daves (1956). Nel mondo del doppiaggio divenne noto soprattutto per aver prestato voce a John Travolta in gran parte dei suoi film, a Mel Gibson dal film Arma letale in poi, a Ron Howard nel ruolo di Richie Cunningham nella sitcom Happy Days, a Patrick Duffy nel ruolo di Bobby Ewing nel telefilm Dallas e al personaggio Koji Kabuto nell'anime Mazinga Z. Doppiò inoltre Bruce Willis in Die Hard - Duri a morire, Die Hard - Vivere o morire e Die Hard - Un buon giorno per morire, Sylvester Stallone in Cop Land, Willem Dafoe in L'ultima tentazione di Cristo, e Ryan O'Neal in Love Story. Tra gli altri attori doppiati: Jeff Bridges, Mickey Rourke, Geoffrey Rush, Gérard Depardieu, Daniel Day-Lewis e Russell Crowe. Sorrentino fu anche la voce italiana ufficiale di Topolino negli anni settanta.
Nel 1979 condusse sulla Rete 1 della Rai il programma domenicale estivo È permesso?, che sostituiva Domenica in, lanciato proprio nelle ultime puntate della trasmissione di Corrado: di questo programma Sorrentino cantò anche la sigla omonima, che venne incisa su un 45 giri così come avvenne per Nghé e Tic Tac, altri due dischi legati a trasmissioni da lui condotte per la TV dei ragazzi. Negli anni ottanta fu autore e uno dei conduttori di Tandem, trasmissione pomeridiana di Rai 2 in onda dal lunedì al venerdì, in cui intervenivano studenti di scuole superiori. Nel 1984 contribuì al soggetto del film di Tonino Pulci Ladies & Gentlemen.
Condusse importanti inchieste giornalistiche europee sulle tematiche sociali: dal 1988 realizzò Le nuove capitali dei giovani (un'inchiesta televisiva in 12 puntate sulle condizioni dei giovani europei), una serie di speciali sulla Rivoluzione francese, nonché le 12 puntate di Verso l'Europa, con Michele Tito, occupandosi dell'appuntamento con l'Europa 1992. Tra il 1995 e il 2000 fu autore e conduttore del programma radiofonico I suoni del cinema, legato al mondo del doppiaggio cinematografico e trasmesso da RDS prima e poi da Radio 101. Nel luglio 2010 vinse il Leggio d'oro alla carriera e il Premio della Critica, e nel 2012 un altro Premio della Critica e il Leggio d'oro per la direzione del doppiaggio.

### Cariche istituzionali
Dal 1994 al 2021 fu Presidente dell'ADIR, Associazione Attori Doppiatori Italiani Riuniti, di cui era stato il fondatore.
Nell'ottobre 2002 fu componente del Comitato per le competenze e la mobilità nell'Unione europea del Ministero per le Politiche Comunitarie. Fu inoltre componente della Commissione Consultiva per il Cinema del Ministero per i Beni e le Attività Culturali, nonché coordinatore dei gruppi cinema, teatro, musica e arte nella Commissione Cultura istituita per il semestre di presidenza Italiana dell'Unione Europea.
Dal 2004 al 2021 fu presidente dell'associazione culturale Cine Camere.
Nel 2005 fu consigliere per il cinema e lo spettacolo del Ministro per i Beni e le Attività Culturali.
Dal 2006 al 2021 fu presidente dell'associazione Culturale Culturando. Fu anche presidente dell'Accademia dei Mestieri del cinema e dello Spettacolo.

### Impegno sociale
Fu ideatore del Segretariato Sociale della Rai e promotore di altre iniziative, tese ad aiutare chi vive direttamente o indirettamente il problema della tossicodipendenza o dell'AIDS. Fu autore e conduttore di "Droga che Fare". Dopo gli anni del Segretariato Sociale e l'appuntamento europeo di "Droga che Fare - Speciale Europa", seguirono "Che fare: anziani", "Che fare: handicap", "Che fare: infanzia".
Sorrentino creò inoltre alcuni Social Point dedicati ai giovani e ai loro problemi di studio e di lavoro, in Italia e all'estero.

### Morte
Morì il 16 febbraio 2021, all'età di 75 anni, per complicazioni da COVID-19.

## Vita privata
Nel 1968, all'età di 23 anni, Sorrentino sposò Manuela Artari, scrittrice e poetessa, cui rimase unito sino alla morte di lei, avvenuta nel 2010.

## Doppiaggio

### Cinema
- John Travolta in Due come noi, Staying Alive, Pulp Fiction, Get Shorty, Nome in codice: Broken Arrow, Michael, She's So Lovely - Così carina, Mad City - Assalto alla notizia, I colori della vittoria, La sottile linea rossa, A Civil Action, La figlia del generale, Battaglia per la Terra, Magic Numbers - Numeri magici, Codice: Swordfish, Unico testimone, La febbre del sabato sera (ridoppiaggio), Grease - Brillantina (ridoppiaggio), Austin Powers in Goldmember, Basic, Una canzone per Bobby Long, Be Cool, Hairspray - Grasso è bello!, Pelham 123 - Ostaggi in metropolitana, Killing Season, Criminal Activities, Io sono vendetta - I Am Wrath, Speed Kills, The Fanatic
- Mel Gibson in Arma letale, Arma letale 2, Arma letale 3, Arma letale 4, Maverick, Due nel mirino, Braveheart - Cuore impavido, Casper, Payback - La rivincita di Porter, Ipotesi di complotto, Tequila Connection, Amore per sempre, Ransom - Il riscatto, L'uomo senza volto, Il patriota, The Million Dollar Hotel, What Women Want - Quello che le donne vogliono, We Were Soldiers - Fino all'ultimo uomo, Signs, Fuori controllo, Mr. Beaver, Machete Kills, Blood Father, Dragged Across Concrete - Poliziotti al limite, La forza della natura, Fatman
- Bruce Willis in Die Hard - Duri a morire, Ancora vivo - Last Man Standing, Alpha Dog, Grindhouse - Planet Terror, Die Hard - Vivere o morire, I mercenari - The Expendables, I mercenari 2, Die Hard - Un buon giorno per morire, Acts of Violence
- Willem Dafoe in Strade di fuoco, L'ultima tentazione di Cristo, Oltre la vittoria, Body of Evidence
- Jeff Bridges in Tron, Tucker - Un uomo e il suo sogno, Fearless - Senza paura
- Geoffrey Rush in Quills - La penna dello scandalo, Paradiso + Inferno
- Bud Cort in Harold e Maude, Anche gli uccelli uccidono
- Bruce Davison in Fragole e sangue, La giuria
- Michael Tucci in Grease - Brillantina
- Billy Connolly in Beautiful Joe
- Barry Miller ne La febbre del sabato sera
- Sylvester Stallone in Cop Land
- Christoph Waltz in Come l'acqua per gli elefanti
- Gary Oldman in Sid & Nancy
- Ryan O'Neal in Love Story
- Gérard Depardieu in Bogus - L'amico immaginario
- David Keith in Daredevil
- Robert De Niro in Batte il tamburo lentamente
- Gabriel Byrne in Giulia e Giulia
- Phil Davis in Diario di uno scandalo
- Wayne C. Baker in Pathfinder - La leggenda del guerriero vichingo
- Carl Weathers ne Il peggior allenatore del mondo
- Robert Beltran in Scene di lotta di classe a Beverly Hills
- David Strathairn in The River Wild - Il fiume della paura, Ritorno al Marigold Hotel
- Joseph Bottoms in The Black Hole - Il buco nero
- Christopher B. Duncan ne Il mio nome è Khan
- Donovan Scott in Popeye - Braccio di ferro
- Mickey Rourke in Homeboy, White Sands - Tracce nella sabbia
- Tim Matheson in Animal House
- Thomas Haden Church in A proposito di Steve
- William Hurt in Jane Eyre
- Guy Pearce in Prometheus
- Billy Bob Thornton in Il prezzo del successo
- Dennis Quaid in Uomini veri
- Jared Harris in Pompei
- Richard Dillane in Tristano & Isotta
- Treat Williams ne Il nascondiglio
- Daniel Day-Lewis ne L'insostenibile leggerezza dell'essere
- A.J. Benza in Rocky Balboa
- Carlo Gautry in Alice's Restaurant
- Jeremy Clyde in Attacco: piattaforma Jennifer
- Vincent Lindon in Vite strozzate
- Gilbert Melki in Angel-A
- Mark Nelson in Venerdì 13
- Koezu Omiya in Godzilla contro i giganti
- Luigi Laezza in Capriccio
- Leo Colonna ne La ripetente fa l'occhietto al preside
- Bruno Minniti ne La dottoressa ci sta col colonnello
- Jason Statham in Professione assassino
- John C. McGinley in Alex Cross - La memoria del killer
- Brian Cox in As Good as Dead
- Russell Crowe in Broken City
- Ronald Pickup in Il giorno dello sciacallo
- Larry Jack Dotson in Parkland
- Nicolas Cage in Tempo di uccidere

### Film d'animazione
- Xu Xian ne La leggenda del serpente bianco
- Dodger in Oliver & Company
- Cippi in Red e Toby nemiciamici
- Commissario in Momo alla conquista del tempo

### Serie televisive
- Patrick Duffy in Dallas, Medicina amara, Dallas: La guerra degli Ewing, Una bionda per papà (st. 1)
- Rick Rossovich in E.R. - Medici in prima linea
- Rutger Hauer in Merlino
- Alexander Siddig in The Kennedys
- Burr DeBenning ne Il ritorno del capitano Nemo
- Eric Thal in Sansone e Dalila
- Peter Coyote ne Il navigatore nel tempo
- Gene Wilder in Alice nel Paese delle Meraviglie
- John Travolta in American Crime Story
- Ron Howard in Happy Days
- Ron Palillo ne I ragazzi del sabato sera
- Lee Aaker (1ª voce) ne Le avventure di Rin Tin Tin
- Tommy Rettig in Lassie
- Guy Lecluyse in Profiling
- Gérard Zimmermann ne I compagni di Baal
- Hiroyuki Sanada in Guerra fra galassie
- Anthony Andrews in A.D. Anno Domini 1985

### Serie animate
- Topolino nei cartoni Disney (1978-1981)
- Gargamella (2ª voce) ne I Puffi
- Koji Kabuto in Mazinga Z
- Mel Gibson e John Travolta ne I Simpson[6]
- Patrick Duffy ne I Griffin

## Filmografia
- Vita col padre e con la madre - miniserie TV, regia di Daniele D'Anza (1960)
- La ragazza dalle mani di corallo, regia di Luigi Petrini (1971)[7]
- Spogliati, protesta, uccidi - Quando la preda è l'uomo, regia di Vittorio De Sisti (1974)[8]
- Diagnosi - miniserie TV, regia di Mario Caiano (1975)[9]
- Il giorno dei cristalli, regia di Giacomo Battiato (1978)[10]
- Trovarsi di Luigi Pirandello, regia di Giorgio De Lullo - prosa televisiva trasmessa da Rai 2 il 2 maggio 1975.[11]
- L'anno dei gatti, regia di Amasi Damiani (1979)[12]
- Masoch, regia di Franco Brogi Taviani (1980)[13]
- Il fascino dell'insolito - serie TV, episodio Miriam (1980)
- Fregoli - miniserie TV, regia di Paolo Cavara (1981)[14]
- I ragazzi di celluloide 2 - miniserie TV, regia di Sergio Sollima (1984)[15]

## Programmi televisivi
- È permesso? - varietà, conduttore (Rai 1, 1979)[16]
- Tandem - varietà, co-conduttore (Rai 2, 1983-1986)[17]
- Troppo forti (1988) - varietà, conduttore con Mara Venier (Rai 1, 1988)[18]